# Kanton Roubaix-Ouest
Roubaix-Ouest (Nederlands: Roubaix-West) is een voormalig kanton van het Franse Noorderdepartement. Het kanton maakte deel uit van het arrondissement Rijsel. In 2015 is dit kanton opgegaan in de nieuw gevormde kantons Croix en Roubaix-2.

## Gemeenten
Het kanton omvatte de volgende gemeenten:
- Croix
- Roubaix (deels, hoofdplaats)
- Wasquehal